# Власенко, Наталья Львовна
Наталья Львовна Власенко (род. 1956 г.) — пианистка, педагог (Россия, Австралия), дочь Льва Николаевича Власенко.

## Биография
Наталья Власенко родилась 20 ноября 1956 года в Москве в семье пианиста Льва Николаевича Власенко и преподавателя английского языка Микаэллы Яковлевны Крутацовской.
Имя Натальи Власенко стало известно, когда в 1977 г. двадцатилетняя студентка Московской государственной консерватории им. П. И. Чайковского стала лауреатом Международного конкурса имени Бетховена в Вене. Успех на таком сложном соревновании, в котором приняли участие около ста пианистов, был особенно почетен. В 1985 г. пианистка добилась победы на другом крупном Международном конкурсе имени Бузони в Больцано (Италия).
Наталья Власенко окончила Центральную музыкальную школу в классе Элеоноры Богдановны Мусаэлян и занималась в Московской государственной консерватории им. П. И. Чайковского у Якова Владимировича Флиера. После смерти Флиера аспирантуру закончила в классе своего отца, ученика Флиера, профессора Льва Николаевича Власенко. По окончании аспирантуры она стала солисткой Московской филармонии.
Свою педагогическую деятельность Наталья Власенко начала в Москве в Центральной музыкальной школе при МГК им. П. И. Чайковского. В настоящее время она живёт в Австралии и сочетает свою концертную деятельность с преподаванием в Квинслендской консерватории при Гриффитском университете в городе Брисбен, где возглавляла до 2025 г. фортепианный факультет. Многие её ученики стали победителями национальных и международных конкурсов и преподавателями в консерваториях США, Великобритании и других стран.
В 1999 г. Наталья Власенко и Олег Степанов стали учредителями и художественными руководителями самого крупного в Австралии национального конкурса — Конкурса пианистов им. Л. Н. Власенко в Брисбене.
Пианистка много концертирует в России, бывших республиках СССР, Италии, Германии, Австрии, Японии, Новой Зеландии, Китае, Австралии, Гонконге, Тайвани, играла с дирижёрами Геннадием Рождественским, Карлом Остеррайхером, Карлом Мартином, Михаилом Плетневым, Владимиром Вербицким, Ричардом Хикоксом и другими.
Сделала записи на московском радио и телевидении, а также выпустила компакт-диски в России и Австралии.

## Несколько высказываний о Наталье Власенко в прессе
«Природный артистический дар, свобода на сцене, глубокая эмоциональность, мягкое лирическое обаяние…» (Яков Флиер, «Современные русские пианисты»).
«Выдающаяся пианистка… Безупречный вкус, красота звучания, разнообразие динамики, безошибочное чувство ансамбля…» («Альто Адидже», Италия).